# Suzannah Bianco
Suzannah Bianco   (San José, 15 de maig de 1973) és una exnedadora estatunidenca, especialitzada en natació sincronitzada, que va competir durant la dècada de 1990.
El 1996 va prendre part en els Jocs Olímpics d'Atlanta, on guanyà la medalla d'or en la competició per equips. En el seu palmarès també destaca la medalla d'or en la competició per equips del Campionat del Món de natació de 1994.